# Desarrollo Rural con Equidad
Desarrollo Rural con Equidad es un programa del gobierno colombiano, sucesor del controvertido Agro Ingreso Seguro desde el año 2011, el cual pretende brindarle oportunidades de emprendimiento prioritariamente a pequeños y medianos agricultures pero también a los grandes productores siempre que actúen como integradores en proyectos en los que la participación de pequeños sea mínimo del 60% del área cultivada, con el fin de que estos puedan tener las herramientas para afrontar el Tratado de Libre Comercio con los Estados Unidos. El programa tuvo ciertas modificaciones que ya no lo dirigen prioritariamente a los pequeños agricultores, lo que pretende ser un impedimento para futuros escándalos de corrupción y división de parcerlas por parte de grandes terratenientes, lo que sucedió en el anterior programa.

## Diferencias con el programa anterior
Además de modificar el tope máximo  del patrimonio para acceder a los créditos de 108 a 145 salarios mínimos mensuales vigentes, es decir  77 millones 662 mil pesos, a su vez se estipuló que el valor máximo de los créditos individuales será de 2,000 millones y de los asociativos de 5,000 millones, el Ministerio anunció estrictos controles de verificación para que quienes accedan a los beneficios sean realmente quienes más lo necesitan.
Este nuevo programa tiene como base algunos ejes fundamentales entre los que se encuentran:
Los dineros para financiar sistemas de drenaje y riego, serán destinados únicamente a los pequeños y medianos productores, con el fin de evitar escándalos como el de AIS.
El DRE contará con la supervisión de la Universidad Nacional y no por el controvertido IICA que estuvo a cargo de la auditoría en Agro Ingreso Seguro.
El presupuesto para este programa a cargo del Ministerio de Agricultura, será de 500 mil millones de pesos que estarán enfocados principalmente a la producción de alimentos prioritarios en la canasta familiar.

## Destinación de Recursos
El DRE privilegia la asignación de recursos a los productores asociados y estimula la integración de medianos y grandes productores con pequeños productores.